# Castroverde
Castroverde és un municipi de la província de Lugo a Galícia. Pertany a la Comarca de Lugo.
| 6.189 | 7.173 | 8.122 | 4.617 | 3.286 |
| Fonts: INE i IGE (Els criteris de registre censal variaren i les dades de l'INE i de l'IGE poden no coincidir.) |       |       |       |       |

## Geografia
El territori constituïx una zona de transició entre l'altiplà luguesa i les Serralades Orientals, de manera que el terreny va guanyant altura cap a l'est: Serres de Moneiro, del Mirador (amb una altura de 1034 m. en Pradairo), de la Vaqueriza i de Puñago. Nombroses regates baixen d'aquestes forestes, abocant-se en els rius Guimarás, Azúmara, Romeán, Outeiro i Tórdea, tots ells afluents del Miño. El clima és oceànic amb matisos continentals, amb una oscil·lació tèrmica de fins a 13 °C entre temperatures hivernals baixes (5,6 °C al gener) i les suaus de l'estiu (17,7 °C). Plou al voltant de 1.000 mm.

## Parròquies
| - Agustín (Santa María) - Arcos (San Paio) - Barredo (San Xoán) - Barredo (Santo André) - Barreiros (San Cosme) - Bolaño (Santa Baia) - Cellán de Calvos (San Salvador) - Cellán de Mosteiro - Covelas (San Miguel) - Espasante (Santiago) - Frairía (Santa María) - Furís (Santo Estevo) - Goi (Santa María Madanela) - Masoucos (Santiago) - Meda (Santiago) - Miranda (Santiago) - Mirandela (Santo André) - Monte (Santa María) - Montecubeiro (San Cibrao) | - Moreira (Santa María) - Paderne (Santo Estevo) - Páramo (San Miguel) - Pena (Santa María Madanela) - Pereiramá (San Xulián) - Pumarega (Santa Mariña) - Rebordaos (San Xurxo) - Recesende (San Cibrao) - Riomol (San Pedro) - San Miguel do Camiño - Serés (San Pedro) - Souto de Torres (San Tomé) - Soutomerille (San Salvador) - Tordea (San Tomé) - Uriz (Santa María) - Vilabade (Santa María) - Vilalle (San Pedro) - Vilariño (Santiago) |

## Fills il·lustres
- Henriqueta Outeiro, mestra i activista antifranquista.